# Oostelijk staartblauwtje
Het Oostelijk staartblauwtje (Cupido decolorata) is een vlinder uit de familie van de Lycaenidae. De wetenschappelijke naam is in 1886 voor het eerst gepubliceerd door Otto Staudinger.

## Verspreiding
De soort komt voor in Oost-Europa.

## vliegtijd
Het Oostelijk staartblauwtje heeft drie generaties: mei-juni, juli-augustus en september.

## Waardplanten en levensloop
De rups leeft op Medicago lupulina en Medicago sativa. De eitjes worden op de bloemen gelegd waar de rupsen later van eten. De soort overwintert als volgroeide rups.